# Piotr od św. Marii
Piotr od św. Marii (ur. 1610 r.; zm. 29 czerwca 1627 r. w Ōmuri) – błogosławiony Kościoła katolickiego, japoński dominikanin, męczennik.

## Życiorys
Gdy miał 13 lat jego krewni powierzyli go opiece misjonarza dominikanina Ludwika Bertranda Exarcha, aby przygotował się do pracy jako katechista. Towarzyszył ojcu Exarchowi w jego podróżach misyjnych w okolicach Ōmura i razem z nim został aresztowany w czerwcu 1626 r. Podczas pobytu w więzieniu został przyjęty do zakonu dominikanów jako nowicjusz. Stracono go przez spalenie żywcem 29 czerwca 1627 r. w Ōmura razem z Ludwikiem Exarchem i Mancjuszem od Krzyża.
Został beatyfikowany przez Piusa IX 7 lipca 1867 r. w grupie 205 męczenników japońskich.
Dniem jego wspomnienia jest 10 września (w grupie 205 męczenników japońskich).